# 松下耕
松下耕（1962年10月16日—），是日本的作曲家、編曲家、合唱指挥。於東京都武藏野市出生，國立音樂大學作曲科畢業。
目前擔任14個合唱團的指揮、藝術總監，同時也是拉縴人文化藝術基金會現任藝術總監。

## 經歷
松下耕自幼热爱合唱艺术，大学时考入日本國立音樂大學，松下耕一心想学习合唱指挥专业，但因学校没有开设指挥专业，所以选择了学习作曲专业。
一次，指挥家Reményi János率队匈牙利少年广播合唱团来东京演出，松下耕去看了这场演出。这是松下耕第一次看到匈牙利少年广播合唱团的演出，他对演出质量之高叹为观止。演出后邃跑到后台找到指挥家Reményi János，恳求与其学习指挥。Reményi János说，只要你能来布达佩斯我就教你。
于是，松下耕先在东京努力地学习了两年匈牙利语。两年后的1994年，松下耕便携妻带子地移居到了匈牙利首都布达佩斯。在布达佩斯的那段时间，松下耕任职匈牙利少年广播合唱团助教并与Reményi János学习指挥法。学成后，松下耕又回到了日本。
自本世纪初期以来，松下耕的合唱作品数量大量创作上升。同时，他也在日本各地组建了很多合唱团。

## 人物关系与辈分
松下耕的老师Reményi János是匈牙利指挥家、作曲家Vásárhelyi Zoltán的学生；Vásárhelyi Zoltán是作曲家Siklós Albert的学生，而Siklós Albert又是Hans von Koessler的学生。所以作为赖因贝格尔的学生以及雷格的表弟的Hans von Koessler，就是松下耕的高师祖，而因为匈牙利作曲家巴托克·贝拉也是Hans von Koessler的学生，所以巴托克就是松下耕的伯曾师祖。因为美国作曲家霍雷肖·帕克是约瑟夫·赖因贝格尔的学生，所以霍雷肖·帕克是松下耕的叔高师祖。而帕克的徒孙黄自就是松下耕的再从叔师祖。那么黄自的学生（朱英、贺绿汀、劉雪庵、林聲翕、丁善德、江定仙、林聲翕等人）就是松下耕的族师伯。

## 外部連結
- 松下耕官方網站 （页面存档备份，存于）
- 耕友會 （页面存档备份，存于）